# Dina
Dina – imię żeńskie pochodzenia biblijnego. Wywodzi się od hebrajskiego słowa דִּינָה oznaczającego „sędzia”. Najbardziej znaną osobą o tym imieniu była biblijna Dina córka Jakuba i Lei.
Imieniny obchodzi 20 czerwca.

## Osoby noszące imię Dina
- Dina Joffe – łotewska pianistka
- Dina Meyer – amerykańska aktorka
- Dina Masłowa – kirgiska dziennikarka
- Dinah Washington – amerykańska wokalistka jazzowa